# Joseph Valois
Joseph Valois, né en 1767 à Pointe-Claire et mort à Montréal le 3 janvier 1835, est un homme d'affaires, agriculteur et homme politique du Bas-Canada. Il est député de Montréal à la Chambre d'assemblée du Bas-Canada de 1820 à 1834.
Il est né à Pointe-Claire, Québec, le fils de Jean Valois et de Marie-Josèphe Dubois. En 1790, il épouse Catherine Leduc Saint-Omer. Valois soutient généralement le Parti canadien (qui devient le Parti patriote en 1826) et vote en faveur des 92 résolutions. Il meurt à Montréal à l'âge de 67 ans.
Son neveu Michel-François Valois siège à l'assemblée législative de la Province du Canada.